# Herpetarius humilis
Herpetarius humilis és una espècie extinta de mamífer teri de la família dels driolèstids que visqué a Nord-amèrica durant el Juràssic superior, fa entre 145 i 152,1 milions d'anys. Se n'han trobat restes fòssils als Estats Units.